# Giorgio Bixio
Giorgio Bixio, pseudonimo di Lazzaro Angelo Bisio (Genova, 2 agosto 1912 – Roma, 25 settembre 1984), è stato un attore italiano.

## Biografia
Figlio di un esportatore e importatore di olio di oliva, frequenta in giovane età una filodrammatica parrocchiale insieme al regista e attore Pietro Germi. A sedici anni intraprende la carriera d'attore teatrale prima con il nome d'arte Giorgio DeRiso e poi il definitivo Giorgio Bixio lavorando con molte compagnie tra cui Walter Chiari e Fanfulla. Ebbe ruoli importanti con la compagnia dialettale genovese di Gilberto Govi con cui collaborò per svariati anni. Scrive assieme a Mario Gallucci e dirige diverse opere d'avanspettacolo come Un genovese a Parigi, Occhio al bidone, Al gallo d'oro, Tin tun tai e Scaramanzia. In questi spettacoli recitano attori come Anna Caroli, Rudy Roffer, Jole Lorena, Gino Pagnani, Marcello Martana, Armando Carini e Galliano Sbarra. Tra le commedie teatrali in cui recita possono essere citate: Promesse... promesse, Accendiamo la lampada, Il letto ovale, Quel diavolo di santarellina, Anche le figlie di Maria portano i jeans e Il barone di Birbanza. Oltre all'attività teatrale, Bixio recita tra gli anni '60 e '70 in varie pellicole, soprattutto di genere comico. Nel 1950 dopo la separazione 
dalla ballerina Ida Bortoletti, da cui ebbe il primo figlio Giorgio, conobbe la soubrette Luisa Amorosi a cui diede il nome d'arte di Luisette d'Argenteuil e ne diventò il compagno per trentaquattro. Dalla loro relazione nacque nel 1962 il figlio Riziero, diventato in seguito musicista. Si spense il 25 settembre del 1984 per una malattia cardiaca.

## Filmografia

### Cinema
- Anema e core, regia di Mario Mattoli (1951)
- Totò e i re di Roma, regia di Steno e Mario Monicelli (1951)
- Vendetta... sarda, regia di Mario Mattoli (1952)
- Siamo tutti milanesi, regia di Mario Landi (1953)
- I due colonnelli, regia di Steno (1962)
- Vino, whisky e acqua salata, regia di Mario Amendola (1963)
- Totò contro i quattro, regia di Steno (1963)
- Maciste alla corte dello Zar, regia di Tanio Boccia (1964)
- L'ultimo rififì (Los dinamiteros), regia di Juan García Atienza (1964)
- Sigpress contro Scotland Yard, regia di Guido Zurli (1968)
- Storia di fifa e di coltello - Er seguito d'er più, regia di Mario Amendola (1972)
- Metti lo diavolo tuo ne lo mio inferno, regia di Bitto Albertini (1973)
- Il mio nome è Shangai Joe, regia di Mario Caiano (1973)
- Il lumacone, regia di Paolo Cavara (1974)

### Televisione
- Le cinque stagioni, regia di Gianni Amico – miniserie TV (1976)